# 女系天皇
女系天皇（じょけいてんのう）は、皇位継承問題の解決策として、皇位の継承権者を現行の男系の男子に限らず、天皇の血を継いでいれば男系以外の者にも認める考え方。
「女系天皇」の定義には以下の3通りの考え方があり、本記事ではそれぞれ考えの内容及びその成立過程について説明する。
1. ある人物が、父方（男系）のみで祖先を遡っても歴代の天皇（特に初代の神武天皇）に繋がらない状態で、その人物が皇位につくこと。小泉政権下の2005年（平成17年）に開催された「皇室典範に関する有識者会議」での議論における定義。
2. ある人物が、母の先祖のみから皇族の立場を受け継いでいる状態で、その人物が皇位につくこと[1]。
3. ある人物が、母の先祖から皇族の立場を受け継いでいる状態で、その人物が皇位につくこと[2]。

過去に存在した女性天皇はその全てが初代天皇である神武天皇の男系子孫である。神武天皇の男系子孫でない民間人男性が皇族となった事例は過去に一度もなく、初代天皇が男性であるが故に、初代天皇の女系血統は不存在であり、それを継承する「女系天皇」は歴史上一度も存在したことがないことに注意が必要である。

## 概要

### 現在の規定
現在の皇室典範では、次のように規定されている。

第一条
皇位は、皇統に属する男系の男子が、これを継承する。
第六条
嫡出の皇子及び嫡男系嫡出の皇孫は、男を親王、女を内親王とし、三世以下の嫡男系嫡出の子孫は、男を王、女を女王とする。
第九条
天皇及び皇族は、養子をすることができない。
第十二条
皇族女子は、天皇及び皇族以外の者と婚姻したときは、皇族の身分を離れる。
第十五条
皇族以外の者及びその子孫は、女子が皇后となる場合及び皇族男子と婚姻する場合を除いては、皇族となることがない。

したがって現在の規定では、皇族女子が、天皇又は皇族男子と婚姻する場合を除き、皇族女子の子が皇位継承権を得ることはできない。

### 概念
日本では天孫降臨、そして初代天皇の神武天皇の即位以来、男系による継承が保持され、第126代今上天皇に至るまで、男系（父方）で辿ると必ず歴代の天皇と統合され、そして最終的には初代神武天皇に辿り着く （万世一系）。
対して「女系天皇」は、配偶者が男系男子以外の場合における「女性天皇」の子孫や、神武天皇の男系に属する皇族女子を当主として創設される「女性宮家」というものが恒常的に制度化され、その当主である皇族女子が民間人と結婚し、その間に生まれた子（＝母親のみが皇族）が天皇・皇族となる場合、「神武天皇からの男系血統」の天皇とは異なる系統となり、この事から、「女系天皇」の容認は、万世一系（＝神武天皇からの皇位継承者に限っての男系）である皇統の歴史の断絶であり、「神武天皇からの男系血統を継ぐ皇室」の終焉でもあると指摘する意見がある。
眞子内親王降嫁以前の時点において仮定すると、例えば「眞子内親王と婚約内定者の民間男性との間に産まれた子」が天皇になった場合、あるいは「女性天皇となった愛子内親王が民間男性と結婚し、産まれた子」が天皇になった場合には、父方に皇族の血を引かない、すなわち初代神武天皇からの男系血統ではない者が天皇になる。

### 具体的な例
現在の皇族女子は、いずれも父方のみを辿って初代神武天皇に行き着く「男系の皇族女子」である。しかし、旧皇族（伏見宮系皇族）や皇別摂家、源氏や平氏など天皇家から分かれた「皇別家系の男系子孫」以外の男子と婚姻した場合、当該皇族女子の子は本概念における「女系」となる。
第126代天皇第一皇女子の敬宮愛子内親王や、秋篠宮家の眞子内親王、佳子内親王、そして悠仁親王を例にすると、下図となる。
★は天皇（括弧内数字は代）および現行皇室典範における皇位継承資格者。子の出生は全て仮想。
|                             |                             |                             |                             |                             |                             |             |             |             |             |             |             |  |  |                           |                           |                           |                           |                           |                           |             |             |             |             |             |             |  |  |             |             |             |             |             |             |             |             |             |             |             |             |  |  |             |             |             |             |             |             |             |             |             |             |             |             |  |  |  |  |  |  |  |  |  |  |  |  |  |  |  |  |  |  |  |  |  |  |  |  |  |  |  |  |  |  |  |  |  |  |  |  |  |  |  |  |  |  |  |  |
| 第125代 天皇 明仁★ 上皇     |                             |                             |                             |                             |                             |             |             |             |             |             |             |  |  |                           |                           |                           |                           |                           |                           |             |             |             |             |             |             |  |  |             |             |             |             |             |             |             |             |             |             |             |             |  |  |             |             |             |             |             |             |             |             |             |             |             |             |  |  |  |  |  |  |  |  |  |  |  |  |  |  |  |  |  |  |  |  |  |  |  |  |  |  |  |  |  |  |  |  |  |  |  |  |  |  |  |  |  |  |  |  |
|                             |                             |                             |                             |                             |                             |             |             |             |             |             |             |  |  |                           |                           |                           |                           |                           |                           |             |             |             |             |             |             |  |  |             |             |             |             |             |             |             |             |             |             |             |             |  |  |             |             |             |             |             |             |             |             |             |             |             |             |  |  |  |  |  |  |  |  |  |  |  |  |  |  |  |  |  |  |  |  |  |  |  |  |  |  |  |  |  |  |  |  |  |  |  |  |  |  |  |  |  |  |  |  |
|                             |                             |                             |                             |                             |                             |             |             |             |             |             |             |  |  |                           |                           |                           |                           |                           |                           |             |             |             |             |             |             |  |  |             |             |             |             |             |             |             |             |             |             |             |             |  |  |             |             |             |             |             |             |             |             |             |             |             |             |  |  |  |  |  |  |  |  |  |  |  |  |  |  |  |  |  |  |  |  |  |  |  |  |  |  |  |  |  |  |  |  |  |  |  |  |  |  |  |  |  |  |  |  |
| 第126代 天皇 徳仁★ 今上天皇 | 第126代 天皇 徳仁★ 今上天皇 | 第126代 天皇 徳仁★ 今上天皇 | 第126代 天皇 徳仁★ 今上天皇 | 第126代 天皇 徳仁★ 今上天皇 | 第126代 天皇 徳仁★ 今上天皇 |             |             |             |             |             |             |  |  | 秋篠宮 文仁親王 （皇嗣）★ | 秋篠宮 文仁親王 （皇嗣）★ | 秋篠宮 文仁親王 （皇嗣）★ | 秋篠宮 文仁親王 （皇嗣）★ | 秋篠宮 文仁親王 （皇嗣）★ | 秋篠宮 文仁親王 （皇嗣）★ |             |             |             |             |             |             |  |  |             |             |             |             |             |             |             |             |             |             |             |             |  |  |             |             |             |             |             |             |             |             |             |             |             |             |  |  |  |  |  |  |  |  |  |  |  |  |  |  |  |  |  |  |  |  |  |  |  |  |  |  |  |  |  |  |  |  |  |  |  |  |  |  |  |  |  |  |  |  |
| 第126代 天皇 徳仁★ 今上天皇 | 第126代 天皇 徳仁★ 今上天皇 | 第126代 天皇 徳仁★ 今上天皇 | 第126代 天皇 徳仁★ 今上天皇 | 第126代 天皇 徳仁★ 今上天皇 | 第126代 天皇 徳仁★ 今上天皇 |             |             |             |             |             |             |  |  | 秋篠宮 文仁親王 （皇嗣）★ | 秋篠宮 文仁親王 （皇嗣）★ | 秋篠宮 文仁親王 （皇嗣）★ | 秋篠宮 文仁親王 （皇嗣）★ | 秋篠宮 文仁親王 （皇嗣）★ | 秋篠宮 文仁親王 （皇嗣）★ |             |             |             |             |             |             |  |  |             |             |             |             |             |             |             |             |             |             |             |             |  |  |             |             |             |             |             |             |             |             |             |             |             |             |  |  |  |  |  |  |  |  |  |  |  |  |  |  |  |  |  |  |  |  |  |  |  |  |  |  |  |  |  |  |  |  |  |  |  |  |  |  |  |  |  |  |  |  |
|                             |                             |                             |                             |                             |                             |             |             |             |             |             |             |  |  |                           |                           |                           |                           |                           |                           |             |             |             |             |             |             |  |  |             |             |             |             |             |             |             |             |             |             |             |             |  |  |             |             |             |             |             |             |             |             |             |             |             |             |  |  |  |  |  |  |  |  |  |  |  |  |  |  |  |  |  |  |  |  |  |  |  |  |  |  |  |  |  |  |  |  |  |  |  |  |  |  |  |  |  |  |  |  |
| 愛子内親王                  | 愛子内親王                  | 愛子内親王                  | 愛子内親王                  | 愛子内親王                  | 愛子内親王                  |             |             |             |             |             |             |  |  | 眞子内親王                | 眞子内親王                | 眞子内親王                | 眞子内親王                | 眞子内親王                | 眞子内親王                |             |             |             |             |             |             |  |  | 佳子内親王  | 佳子内親王  | 佳子内親王  | 佳子内親王  | 佳子内親王  | 佳子内親王  |             |             |             |             |             |             |  |  | 悠仁親王★   | 悠仁親王★   | 悠仁親王★   | 悠仁親王★   | 悠仁親王★   | 悠仁親王★   |             |             |             |             |             |             |  |  |  |  |  |  |  |  |  |  |  |  |  |  |  |  |  |  |  |  |  |  |  |  |  |  |  |  |  |  |  |  |  |  |  |  |  |  |  |  |  |  |  |  |
| 愛子内親王                  | 愛子内親王                  | 愛子内親王                  | 愛子内親王                  | 愛子内親王                  | 愛子内親王                  |             |             |             |             |             |             |  |  | 眞子内親王                | 眞子内親王                | 眞子内親王                | 眞子内親王                | 眞子内親王                | 眞子内親王                |             |             |             |             |             |             |  |  | 佳子内親王  | 佳子内親王  | 佳子内親王  | 佳子内親王  | 佳子内親王  | 佳子内親王  |             |             |             |             |             |             |  |  | 悠仁親王★   | 悠仁親王★   | 悠仁親王★   | 悠仁親王★   | 悠仁親王★   | 悠仁親王★   |             |             |             |             |             |             |  |  |  |  |  |  |  |  |  |  |  |  |  |  |  |  |  |  |  |  |  |  |  |  |  |  |  |  |  |  |  |  |  |  |  |  |  |  |  |  |  |  |  |  |
|                             |                             |                             |                             |                             |                             |             |             |             |             |             |             |  |  |                           |                           |                           |                           |                           |                           |             |             |             |             |             |             |  |  |             |             |             |             |             |             |             |             |             |             |             |             |  |  |             |             |             |             |             |             |             |             |             |             |             |             |  |  |  |  |  |  |  |  |  |  |  |  |  |  |  |  |  |  |  |  |  |  |  |  |  |  |  |  |  |  |  |  |  |  |  |  |  |  |  |  |  |  |  |  |
| ♂ 女系男子◆                 | ♂ 女系男子◆                 | ♂ 女系男子◆                 | ♂ 女系男子◆                 | ♂ 女系男子◆                 | ♂ 女系男子◆                 | ♀ 女系女子◆ | ♀ 女系女子◆ | ♀ 女系女子◆ | ♀ 女系女子◆ | ♀ 女系女子◆ | ♀ 女系女子◆ |  |  | ♂ 女系男子◆               | ♂ 女系男子◆               | ♂ 女系男子◆               | ♂ 女系男子◆               | ♂ 女系男子◆               | ♂ 女系男子◆               | ♀ 女系女子◆ | ♀ 女系女子◆ | ♀ 女系女子◆ | ♀ 女系女子◆ | ♀ 女系女子◆ | ♀ 女系女子◆ |  |  | ♂ 女系男子◆ | ♂ 女系男子◆ | ♂ 女系男子◆ | ♂ 女系男子◆ | ♂ 女系男子◆ | ♂ 女系男子◆ | ♀ 女系女子◆ | ♀ 女系女子◆ | ♀ 女系女子◆ | ♀ 女系女子◆ | ♀ 女系女子◆ | ♀ 女系女子◆ |  |  | ♂ 男系男子★ | ♂ 男系男子★ | ♂ 男系男子★ | ♂ 男系男子★ | ♂ 男系男子★ | ♂ 男系男子★ | ♀ 男系女子◇ | ♀ 男系女子◇ | ♀ 男系女子◇ | ♀ 男系女子◇ | ♀ 男系女子◇ | ♀ 男系女子◇ |  |  |  |  |  |  |  |  |  |  |  |  |  |  |  |  |  |  |  |  |  |  |  |  |  |  |  |  |  |  |  |  |  |  |  |  |  |  |  |  |  |  |  |  |

現在の規定では、★印の人物のみが皇位継承の有資格者である。
◇が即位すると仮定した場合
母親の血統を問わず、（男系の）女性天皇
◆が即位すると仮定した場合
1. 父親が皇族等の男系男子以外：「女系天皇」
2. 父親が皇族等の男系男子:（男系かつ女系の）男性天皇又は女性天皇

### 万世一系との相違
前節の例により、Ａ内親王の男子（女系男子◆）が、民間人女性Ｂと婚姻した場合、その子は従来の概念における女系（母、母の母、その母…）を辿っても、民間人女性Ｂの母系に行きつくこととなり、「女系の始祖」であるはずのＡ内親王にたどり着かない。
一方、過去及び現在において維持される男系継承では、従来の概念における男系（父、父の父、その父…）を辿ると、必ず天皇（最終的には初代神武天皇）にたどり着く。
「女系天皇」反対派の主張としては、こうした万世一系に意義を見出す考え方がみられ、その元となる『古事記』『日本書紀』の記載を重んじる傾向がある。そして『日本書紀』に基づき、紀元前660年2月11日（新暦に換算）に神武天皇が即位した日が、現代でも「建国記念の日」として制定されている。よって、2600年以上綿々と継承されている世界で一つの一族による君主在位の最長記録を更新し続けているという見方も可能である。

## 過去の議論

### 明治時代
明治初期にも民権派・自由民権嚶鳴社の「嚶鳴社討論」にても女性天皇の賛否、さらに男系が絶えた場合の措置に関する議論があったが、島田三郎らから反対意見が出された。この討論は議長高橋庄右衛門の決により「女帝を立つべからず」と決まった。
また女性天皇、及び、女性天皇の子の継承を想定していた明治典範草案の『皇室規制』でも第十三条で「女帝ノ夫ハ皇胤ニシテ臣籍ニ入リタル者ノ内皇統ニ近キ者ヲ迎フベシ」と女性天皇と女系継承となる場合でも、その夫の血統的な同等性を明確に規定していた。

### 戦後（昭和）
敗戦による帝国憲法の改正により日本国憲法が施行されると従来の最高法典から憲法に従属する法律へと位置づけを変えられた皇室典範も改正が必要になったが、その改正を議論した政府の臨時法制調査会、第一部会第八回小委員会において、自身の公職追放を恐れてGHQ民政局へのアピールのために急進改革派に変節していた宮沢俊義から新日本国憲法第十四条、法の下の平等に基づき内親王への皇位継承権と女帝と結婚する一般国民の皇族身分の取得、すなわち女性天皇、女系天皇を認めることの要求があった。しかし、これに対して現行の皇室典範を起草した高尾亮一は新日本国憲法第二条の「皇位の世襲」は第十四条に優先し、かつ「天皇の皇位」は第十四条の例外規定であると説明し、「世襲」という概念は様々であるが「皇位の世襲」についてはその伝統は男系であるとの説明を行い、現在の皇室典範第一条の「皇位は皇統に属する男系の男子がこれを継承する」という条文がさだめられた。

### 「有識者会議」と皇室の動向
皇室は、1947年（昭和22年）10月14日付で11宮家51名（うち、皇位継承順位第7位から第32位の皇族男子26名）が臣籍に降下し、その後、礼宮文仁親王（誕生当時、現：秋篠宮）の誕生以降約40年間、皇族男子（親王・王）が誕生しておらず、皇族数の減少、特に男系男子の後継者そのものが存在しなくなる可能性に直面していた。2005年（平成17年）時に開催された「皇室典範に関する有識者会議」当時、皇族女子は内親王4名、女王5名がいた。
| 身位   | 人数 | 該当者 | 天皇からの関係性                          | 備考                               |
| ------ | ---- | --- | ----------------------------------------- | ---------------------------------- |
| 内親王 | 4名  | 清子内親王 愛子内親王 （秋篠宮家）眞子内親王 （秋篠宮家）佳子内親王                                          | 清子内親王は第125代天皇の皇女、他は皇孫。 | 清子内親王は、同年中の降嫁が内定。 |
| 女王   | 5名  | （寛仁親王家) 彬子女王 （寛仁親王家) 瑶子女王 （高円宮家）承子女王 （高円宮家）典子女王 （高円宮家）絢子女王 | 全員が第123代大正天皇の皇曽孫。           |                                    |

当時の制度検討としては、ごく近い将来の降嫁が内定した清子内親王を除く、8名の皇族女子（当時、全員が20代以下）の子孫が「女系天皇」となることが想定されていた。なお、内親王・女王自身は、現在の制度下においては男系皇族であり、天皇に即位したとしても「女系天皇」ではない。
「有識者会議」での検討の結果、「女系天皇」「女性宮家」及び女性天皇を容認する等の報告がまとめられた。そして、2006年（平成18年）1月20日に行われた施政方針演説で、小泉純一郎首相（当時）は次のように明言した。
しかしこの後、同年2月10日に秋篠宮妃紀子の懐妊の兆候が明らかになると、法案提出は先送りされ、同年9月6日に悠仁親王が誕生したことで、小泉首相は皇室典範の改正方針そのものを撤回した。
「女系天皇」の概念や、具体的な制度検討は、このような時代背景・状況において提案され、そして撤回されたものである。

### 内親王・女王
|   |  | 名         | 読み   | 御称号 | 生年月日                   | 現年齢 | 続柄                                       | 世数 | 摂政就任順位 |
| - |  | ---------- | ------ | ------ | -------------------------- | ------ | ------------------------------------------ | ---- | ------------ |
| 1 |  | 愛子内親王 | あいこ | 敬宮   | 2001年（平成13年）12月1日  | 23歳   | 皇女 今上天皇第一皇女子                    | 一世 | 6            |
| 2 |  | 佳子内親王 | かこ   |        | 1994年（平成6年）12月29日  | 30歳   | 皇姪 上皇の皇孫 文仁親王第二女子           | 二世 | 7            |
| 3 |  | 彬子女王   | あきこ |        | 1981年（昭和56年）12月20日 | 43歳   | 皇再従妹 大正天皇の皇曾孫 寬仁親王第一女子 | 三世 | 8            |
| 4 |  | 瑶子女王   | ようこ |        | 1983年（昭和58年）10月25日 | 41歳   | 皇再従妹 大正天皇の皇曾孫 寛仁親王第二女子 | 三世 | 9            |
| 5 |  | 承子女王   | つぐこ |        | 1986年（昭和61年）3月8日   | 39歳   | 皇再従妹 大正天皇の皇曾孫 憲仁親王第一女子 | 三世 | 10           |

※順序は、摂政の就任順。（成年に達した場合の順序。皇位継承の順序に準ずる。）

### 元内親王・女王
下表の他に、日本国憲法及び現行の皇室典範下において、1947年（昭和22年）10月14日付で臣籍降下（皇籍離脱）した伏見宮系皇族（いわゆる旧皇族）中に、内親王が3名、女王が12名いる。
|   |  | 姓名     | 読み          | 御称号             | 皇族としての 名・身位 | 生年月日                   | 現年齢 | 天皇から見た続柄 / 皇統                        | 結婚・配偶者                                |
| - |  | -------- | ------------- | ------------------ | --------------------- | -------------------------- | ------ | ---------------------------------------------- | ------------------------------------------- |
| 1 |  | 小室眞子 | こむろ まこ   |                    | 眞子内親王            | 1991年（平成3年）10月23日  | 33歳   | 皇姪 / 上皇の皇孫 / 文仁親王第一女子           | 2021年（令和3年） 10月26日 (30歳) 小室圭    |
| 2 |  | 黒田清子 | くろだ さやこ | 紀宮（のりのみや） | 清子内親王            | 1969年（昭和44年）4月18日  | 56歳   | 皇妹 / 上皇第一皇女子                          | 2005年（平成17年） 11月15日 (36歳) 黒田慶樹 |
| 3 |  | 池田厚子 | いけだ あつこ | 順宮（よりのみや） | 厚子内親王            | 1931年（昭和6年）3月7日    | 94歳   | 皇伯母 / 昭和天皇第四皇女子                    | 1952年（昭和27年） 10月10日 (21歳) 池田隆政 |
| 4 |  | 島津貴子 | しまづ たかこ | 清宮（すがのみや） | 貴子内親王            | 1939年（昭和14年）3月2日   | 86歳   | 皇叔母 / 昭和天皇第五皇女子                    | 1960年（昭和35年） 3月10日 (21歳) 島津久永  |
| 5 |  | 近衞甯子 | このえ やすこ |                    | 甯子内親王            | 1944年（昭和19年）4月26日  | 81歳   | 大正天皇の皇孫 / 崇仁親王第一女子              | 1966年（昭和41年） 12月18日 (22歳) 近衞忠煇 |
| 6 |  | 千容子   | せん まさこ   |                    | 容子内親王            | 1951年（昭和26年）10月23日 | 73歳   | 大正天皇の皇孫 / 崇仁親王第二女子              | 1983年（昭和58年） 10月14日 (31歳) 千宗室   |
| 7 |  | 千家典子 | せんげ のりこ |                    | 典子女王              | 1988年（昭和63年）7月22日  | 37歳   | 皇再従妹 / 大正天皇の皇曾孫 / 憲仁親王第二女子 | 2014年（平成26年） 10月5日 (26歳) 千家国麿  |
| 8 |  | 守谷絢子 | もりや あやこ |                    | 絢子女王              | 1990年（平成2年）9月15日   | 34歳   | 皇再従妹 / 大正天皇の皇曾孫 / 憲仁親王第三女子 | 2018年（平成30年） 10月29日 (28歳) 守谷慧   |

## 「女系天皇」と女性天皇

### 概説
語句の類似から、単に「女子の天皇」を指す女性天皇と混同されることも多いが、皇統についての「女系天皇」と、天皇個人の性別についての「女性天皇」とは異なる概念である。
日本では男系天皇が続いてきたので、父系で系図をたどると必ず初代神武天皇にたどり着く。男系とは父系（父方祖父、その父、そのまた父…）に天皇がいることであり、歴史上の女性天皇自身も例外なく男系の皇族女子である。「女性天皇の子」は、配偶者が男系男子でない限り、男系とならない。ただし、歴史上「配偶者が男系男子以外の女性天皇」の例は皆無である。
女性天皇は過去に8人10代存在するとされ、その内の6人8代は6世紀末から8世紀後半に集中する。また、女性天皇は未婚（生涯独身）か天皇・皇太子の元配偶者（未亡人で再婚せず）であった。
皇族女子は非皇族男子と結婚した場合、その間に生まれた子が皇族となることはなかった。
1889年（明治22年）に皇室典範が制定される際、女帝及び女系継承は議論の早々に排除された。また、西洋のプリンセスが婚姻後も身分を保持できることを鑑み、降嫁後も内親王・女王の身位を保持できる余地が残された（旧：第44条）。しかし、現行の皇室典範では、例外なく、皇族男子以外と婚姻（＝降嫁）する場合は、皇族としての身位を失う（現行：第12条）。

### 歴史上の例
歴史上、「女性天皇の男子又は男孫」が即位した例に、第38代天智天皇、第39代弘文天皇（『日本書紀』は非即位説）、第40代天武天皇、第42代文武天皇、第45代聖武天皇がある。しかし、古代において皇族女子の配偶者は、天皇をはじめとする皇族男子に限定されていたため、例外なくこれらの天皇は「母又は父方の祖母が天皇かつ父も祖父も天皇又は皇族の男系男子」である。
したがって、女性天皇が出現して以降も、皇位継承は「血統を遡れば天皇(最終的には神武天皇）に辿り着く父親の子（男子）→その子（男子）→その子（男子）」という男系が維持されている。
```
*
凡例
 
濃い赤色は女性天皇
、金色は天皇、線(┃)は実子、点線 （----)は夫婦。（過去の女性天皇の解説を中心としているため、一部省略した箇所がある。）
```

|            |            |            |            |            |            |            |            |                       |                       |                       |                       |                       |                       |            |            |                   |                   |                   |                   |                   |                   |            |            |            |            |            |            |            |            |  |  |  |  |  |  |  |  |  |  |  |  |  |  |  |  |  |  |
| 蘇我堅塩媛 | 蘇我堅塩媛 | 蘇我堅塩媛 | 蘇我堅塩媛 | 蘇我堅塩媛 | 蘇我堅塩媛 |            |            | 29欽明天皇            | 29欽明天皇            | 29欽明天皇            | 29欽明天皇            | 29欽明天皇            | 29欽明天皇            |            |            | 石姫皇女          | 石姫皇女          | 石姫皇女          | 石姫皇女          | 石姫皇女          | 石姫皇女          |            |            |            |            |            |            |            |            |  |  |  |  |  |  |  |  |  |  |  |  |  |  |  |  |  |  |
| 蘇我堅塩媛 | 蘇我堅塩媛 | 蘇我堅塩媛 | 蘇我堅塩媛 | 蘇我堅塩媛 | 蘇我堅塩媛 |            |            | 29欽明天皇            | 29欽明天皇            | 29欽明天皇            | 29欽明天皇            | 29欽明天皇            | 29欽明天皇            |            |            | 石姫皇女          | 石姫皇女          | 石姫皇女          | 石姫皇女          | 石姫皇女          | 石姫皇女          |            |            |            |            |            |            |            |            |  |  |  |  |  |  |  |  |  |  |  |  |  |  |  |  |  |  |
|            |            |            |            |            |            |            |            |                       |                       |                       |                       |                       |                       |            |            |                   |                   |                   |                   |                   |                   |            |            |            |            |            |            |            |            |  |  |  |  |  |  |  |  |  |  |  |  |  |  |  |  |  |  |
|            |            |            |            | 33推古天皇 | 33推古天皇 | 33推古天皇 | 33推古天皇 | 33推古天皇            | 33推古天皇            |                       |                       | 30敏達天皇            | 30敏達天皇            | 30敏達天皇 | 30敏達天皇 | 30敏達天皇        | 30敏達天皇        |                   |                   | 広姫              | 広姫              | 広姫       | 広姫       | 広姫       | 広姫       |            |            |            |            |  |  |  |  |  |  |  |  |  |  |  |  |  |  |  |  |  |  |
|            |            |            |            | 33推古天皇 | 33推古天皇 | 33推古天皇 | 33推古天皇 | 33推古天皇            | 33推古天皇            |                       |                       | 30敏達天皇            | 30敏達天皇            | 30敏達天皇 | 30敏達天皇 | 30敏達天皇        | 30敏達天皇        |                   |                   | 広姫              | 広姫              | 広姫       | 広姫       | 広姫       | 広姫       |            |            |            |            |  |  |  |  |  |  |  |  |  |  |  |  |  |  |  |  |  |  |
|            |            |            |            |            |            |            |            |                       |                       |                       |                       |                       |                       |            |            |                   |                   |                   |                   |                   |                   |            |            |            |            |            |            |            |            |  |  |  |  |  |  |  |  |  |  |  |  |  |  |  |  |  |  |
|            |            |            |            |            |            |            |            | 大俣女王              | 大俣女王              | 大俣女王              | 大俣女王              | 大俣女王              | 大俣女王              |            |            | 押坂彦人 大兄皇子 | 押坂彦人 大兄皇子 | 押坂彦人 大兄皇子 | 押坂彦人 大兄皇子 | 押坂彦人 大兄皇子 | 押坂彦人 大兄皇子 |            |            | 糠手姫皇女 | 糠手姫皇女 | 糠手姫皇女 | 糠手姫皇女 | 糠手姫皇女 | 糠手姫皇女 |  |  |  |  |  |  |  |  |  |  |  |  |  |  |  |  |  |  |
|            |            |            |            |            |            |            |            | 大俣女王              | 大俣女王              | 大俣女王              | 大俣女王              | 大俣女王              | 大俣女王              |            |            | 押坂彦人 大兄皇子 | 押坂彦人 大兄皇子 | 押坂彦人 大兄皇子 | 押坂彦人 大兄皇子 | 押坂彦人 大兄皇子 | 押坂彦人 大兄皇子 |            |            | 糠手姫皇女 | 糠手姫皇女 | 糠手姫皇女 | 糠手姫皇女 | 糠手姫皇女 | 糠手姫皇女 |  |  |  |  |  |  |  |  |  |  |  |  |  |  |  |  |  |  |
|            |            |            |            |            |            |            |            |                       |                       |                       |                       |                       |                       |            |            |                   |                   |                   |                   |                   |                   |            |            |            |            |            |            |            |            |  |  |  |  |  |  |  |  |  |  |  |  |  |  |  |  |  |  |
|            |            |            |            | 吉備姫王   | 吉備姫王   | 吉備姫王   | 吉備姫王   | 吉備姫王              | 吉備姫王              |                       |                       | 茅渟王                | 茅渟王                | 茅渟王     | 茅渟王     | 茅渟王            | 茅渟王            |                   |                   |                   |                   |            |            |            |            |            |            |            |            |  |  |  |  |  |  |  |  |  |  |  |  |  |  |  |  |  |  |
|            |            |            |            | 吉備姫王   | 吉備姫王   | 吉備姫王   | 吉備姫王   | 吉備姫王              | 吉備姫王              |                       |                       | 茅渟王                | 茅渟王                | 茅渟王     | 茅渟王     | 茅渟王            | 茅渟王            |                   |                   |                   |                   |            |            |            |            |            |            |            |            |  |  |  |  |  |  |  |  |  |  |  |  |  |  |  |  |  |  |
|            |            |            |            |            |            |            |            |                       |                       |                       |                       |                       |                       |            |            |                   |                   |                   |                   |                   |                   |            |            |            |            |            |            |            |            |  |  |  |  |  |  |  |  |  |  |  |  |  |  |  |  |  |  |
|            |            |            |            |            |            |            |            | 35皇極天皇 37斉明天皇 | 35皇極天皇 37斉明天皇 | 35皇極天皇 37斉明天皇 | 35皇極天皇 37斉明天皇 | 35皇極天皇 37斉明天皇 | 35皇極天皇 37斉明天皇 |            |            |                   |                   |                   |                   | 34舒明天皇        | 34舒明天皇        | 34舒明天皇 | 34舒明天皇 | 34舒明天皇 | 34舒明天皇 |            |            |            |            |  |  |  |  |  |  |  |  |  |  |  |  |  |  |  |  |  |  |
|            |            |            |            |            |            |            |            | 35皇極天皇 37斉明天皇 | 35皇極天皇 37斉明天皇 | 35皇極天皇 37斉明天皇 | 35皇極天皇 37斉明天皇 | 35皇極天皇 37斉明天皇 | 35皇極天皇 37斉明天皇 |            |            |                   |                   |                   |                   | 34舒明天皇        | 34舒明天皇        | 34舒明天皇 | 34舒明天皇 | 34舒明天皇 | 34舒明天皇 |            |            |            |            |  |  |  |  |  |  |  |  |  |  |  |  |  |  |  |  |  |  |
|            |            |            |            |            |            |            |            |                       |                       |                       |                       |                       |                       |            |            |                   |                   |                   |                   |                   |                   |            |            |            |            |            |            |            |            |  |  |  |  |  |  |  |  |  |  |  |  |  |  |  |  |  |  |
|            |            |            |            |            |            |            |            |                       |                       |                       |                       |                       |                       |            |            |                   |                   |                   |                   |                   |                   |            |            |            |            |            |            |            |            |  |  |  |  |  |  |  |  |  |  |  |  |  |  |  |  |  |  |
|            |            |            |            |            |            | 蘇我遠智娘 | 蘇我遠智娘 | 蘇我遠智娘            | 蘇我遠智娘            | 蘇我遠智娘            | 蘇我遠智娘            |                       |                       | 38天智天皇 | 38天智天皇 | 38天智天皇        | 38天智天皇        | 38天智天皇        | 38天智天皇        |                   |                   | 蘇我姪娘   | 蘇我姪娘   | 蘇我姪娘   | 蘇我姪娘   | 蘇我姪娘   | 蘇我姪娘   |            |            |  |  |  |  |  |  |  |  |  |  |  |  |  |  |  |  |  |  |
|            |            |            |            |            |            | 蘇我遠智娘 | 蘇我遠智娘 | 蘇我遠智娘            | 蘇我遠智娘            | 蘇我遠智娘            | 蘇我遠智娘            |                       |                       | 38天智天皇 | 38天智天皇 | 38天智天皇        | 38天智天皇        | 38天智天皇        | 38天智天皇        |                   |                   | 蘇我姪娘   | 蘇我姪娘   | 蘇我姪娘   | 蘇我姪娘   | 蘇我姪娘   | 蘇我姪娘   |            |            |  |  |  |  |  |  |  |  |  |  |  |  |  |  |  |  |  |  |
|            |            |            |            |            |            |            |            |                       |                       |                       |                       |                       |                       |            |            |                   |                   |                   |                   |                   |                   |            |            |            |            |            |            |            |            |  |  |  |  |  |  |  |  |  |  |  |  |  |  |  |  |  |  |
| 40天武天皇 | 40天武天皇 | 40天武天皇 | 40天武天皇 | 40天武天皇 | 40天武天皇 |            |            |                       |                       | 41持統天皇            | 41持統天皇            | 41持統天皇            | 41持統天皇            | 41持統天皇 | 41持統天皇 |                   |                   |                   |                   |                   |                   |            |            |            |            |            |            |            |            |  |  |  |  |  |  |  |  |  |  |  |  |  |  |  |  |  |  |
| 40天武天皇 | 40天武天皇 | 40天武天皇 | 40天武天皇 | 40天武天皇 | 40天武天皇 |            |            |                       |                       | 41持統天皇            | 41持統天皇            | 41持統天皇            | 41持統天皇            | 41持統天皇 | 41持統天皇 |                   |                   |                   |                   |                   |                   |            |            |            |            |            |            |            |            |  |  |  |  |  |  |  |  |  |  |  |  |  |  |  |  |  |  |
|            |            |            |            |            |            |            |            |                       |                       |                       |                       |                       |                       |            |            |                   |                   |                   |                   |                   |                   |            |            |            |            | 49代以降   |            |            |            |  |  |  |  |  |  |  |  |  |  |  |  |  |  |  |  |  |  |
|            |            |            |            | 草壁皇子   | 草壁皇子   | 草壁皇子   | 草壁皇子   | 草壁皇子              | 草壁皇子              |                       |                       |                       |                       |            |            |                   |                   | 43元明天皇        | 43元明天皇        | 43元明天皇        | 43元明天皇        | 43元明天皇 | 43元明天皇 |            |            |            |            |            |            |  |  |  |  |  |  |  |  |  |  |  |  |  |  |  |  |  |  |
|            |            |            |            | 草壁皇子   | 草壁皇子   | 草壁皇子   | 草壁皇子   | 草壁皇子              | 草壁皇子              |                       |                       |                       |                       |            |            |                   |                   | 43元明天皇        | 43元明天皇        | 43元明天皇        | 43元明天皇        | 43元明天皇 | 43元明天皇 |            |            |            |            |            |            |  |  |  |  |  |  |  |  |  |  |  |  |  |  |  |  |  |  |
|            |            |            |            |            |            |            |            |                       |                       |                       |                       |                       |                       |            |            |                   |                   |                   |                   |                   |                   |            |            |            |            |            |            |            |            |  |  |  |  |  |  |  |  |  |  |  |  |  |  |  |  |  |  |
|            |            |            |            |            |            |            |            |                       |                       |                       |                       |                       |                       |            |            |                   |                   |                   |                   |                   |                   |            |            |            |            |            |            |            |            |  |  |  |  |  |  |  |  |  |  |  |  |  |  |  |  |  |  |
| 44元正天皇 | 44元正天皇 | 44元正天皇 | 44元正天皇 | 44元正天皇 | 44元正天皇 |            |            | 藤原宮子              | 藤原宮子              | 藤原宮子              | 藤原宮子              | 藤原宮子              | 藤原宮子              |            |            | 42文武天皇        | 42文武天皇        | 42文武天皇        | 42文武天皇        | 42文武天皇        | 42文武天皇        |            |            |            |            |            |            |            |            |  |  |  |  |  |  |  |  |  |  |  |  |  |  |  |  |  |  |
| 44元正天皇 | 44元正天皇 | 44元正天皇 | 44元正天皇 | 44元正天皇 | 44元正天皇 |            |            | 藤原宮子              | 藤原宮子              | 藤原宮子              | 藤原宮子              | 藤原宮子              | 藤原宮子              |            |            | 42文武天皇        | 42文武天皇        | 42文武天皇        | 42文武天皇        | 42文武天皇        | 42文武天皇        |            |            |            |            |            |            |            |            |  |  |  |  |  |  |  |  |  |  |  |  |  |  |  |  |  |  |
|            |            |            |            |            |            |            |            |                       |                       |                       |                       |                       |                       |            |            |                   |                   |                   |                   |                   |                   |            |            |            |            |            |            |            |            |  |  |  |  |  |  |  |  |  |  |  |  |  |  |  |  |  |  |
|            |            |            |            | 光明皇后   | 光明皇后   | 光明皇后   | 光明皇后   | 光明皇后              | 光明皇后              |                       |                       | 45聖武天皇            | 45聖武天皇            | 45聖武天皇 | 45聖武天皇 | 45聖武天皇        | 45聖武天皇        |                   |                   |                   |                   |            |            |            |            |            |            |            |            |  |  |  |  |  |  |  |  |  |  |  |  |  |  |  |  |  |  |
|            |            |            |            | 光明皇后   | 光明皇后   | 光明皇后   | 光明皇后   | 光明皇后              | 光明皇后              |                       |                       | 45聖武天皇            | 45聖武天皇            | 45聖武天皇 | 45聖武天皇 | 45聖武天皇        | 45聖武天皇        |                   |                   |                   |                   |            |            |            |            |            |            |            |            |  |  |  |  |  |  |  |  |  |  |  |  |  |  |  |  |  |  |
|            |            |            |            |            |            |            |            |                       |                       |                       |                       |                       |                       |            |            |                   |                   |                   |                   |                   |                   |            |            |            |            |            |            |            |            |  |  |  |  |  |  |  |  |  |  |  |  |  |  |  |  |  |  |
|            |            |            |            |            |            |            |            | 46孝謙天皇 48称徳天皇 |                       |                       |                       |                       |                       |            |            |                   |                   |                   |                   |                   |                   |            |            |            |            |            |            |            |            |  |  |  |  |  |  |  |  |  |  |  |  |  |  |  |  |  |  |

|               |             |             |             |             |             |  |  |               |               |               |               |               |               |  |  |             |             |             |             |             |             |  |  |             |             |             |             |             |             |  |  |  |  |  |  |  |  |  |  |  |  |  |  |  |  |  |  |  |  |  |  |
|               |             |             |             |             |             |  |  |               |               |               |               |               |               |  |  |             |             |             |             |             |             |  |  |             |             |             |             |             |             |  |  |  |  |  |  |  |  |  |  |  |  |  |  |  |  |  |  |  |  |  |  |
| 108後水尾天皇 |             |             |             |             |             |  |  |               |               |               |               |               |               |  |  |             |             |             |             |             |             |  |  |             |             |             |             |             |             |  |  |  |  |  |  |  |  |  |  |  |  |  |  |  |  |  |  |  |  |  |  |
|               |             |             |             |             |             |  |  |               |               |               |               |               |               |  |  |             |             |             |             |             |             |  |  |             |             |             |             |             |             |  |  |  |  |  |  |  |  |  |  |  |  |  |  |  |  |  |  |  |  |  |  |
|               |             |             |             |             |             |  |  |               |               |               |               |               |               |  |  |             |             |             |             |             |             |  |  |             |             |             |             |             |             |  |  |  |  |  |  |  |  |  |  |  |  |  |  |  |  |  |  |  |  |  |  |
| 109明正天皇   | 109明正天皇 | 109明正天皇 | 109明正天皇 | 109明正天皇 | 109明正天皇 |  |  | 110後光明天皇 | 110後光明天皇 | 110後光明天皇 | 110後光明天皇 | 110後光明天皇 | 110後光明天皇 |  |  | 111後西天皇 | 111後西天皇 | 111後西天皇 | 111後西天皇 | 111後西天皇 | 111後西天皇 |  |  | 112霊元天皇 | 112霊元天皇 | 112霊元天皇 | 112霊元天皇 | 112霊元天皇 | 112霊元天皇 |  |  |  |  |  |  |  |  |  |  |  |  |  |  |  |  |  |  |  |  |  |  |
| 109明正天皇   | 109明正天皇 | 109明正天皇 | 109明正天皇 | 109明正天皇 | 109明正天皇 |  |  | 110後光明天皇 | 110後光明天皇 | 110後光明天皇 | 110後光明天皇 | 110後光明天皇 | 110後光明天皇 |  |  | 111後西天皇 | 111後西天皇 | 111後西天皇 | 111後西天皇 | 111後西天皇 | 111後西天皇 |  |  | 112霊元天皇 | 112霊元天皇 | 112霊元天皇 | 112霊元天皇 | 112霊元天皇 | 112霊元天皇 |  |  |  |  |  |  |  |  |  |  |  |  |  |  |  |  |  |  |  |  |  |  |

|               |               |               |               |               |               |  |  |               |             |             |             |             |             |  |  |  |  |  |  |  |  |  |  |  |  |  |  |  |  |  |  |  |  |  |  |  |  |  |  |  |  |  |  |
|               |               |               |               |               |               |  |  |               |             |             |             |             |             |  |  |  |  |  |  |  |  |  |  |  |  |  |  |  |  |  |  |  |  |  |  |  |  |  |  |  |  |  |  |
| 115桜町天皇   |               |               |               |               |               |  |  |               |             |             |             |             |             |  |  |  |  |  |  |  |  |  |  |  |  |  |  |  |  |  |  |  |  |  |  |  |  |  |  |  |  |  |  |
|               |               |               |               |               |               |  |  |               |             |             |             |             |             |  |  |  |  |  |  |  |  |  |  |  |  |  |  |  |  |  |  |  |  |  |  |  |  |  |  |  |  |  |  |
|               |               |               |               |               |               |  |  |               |             |             |             |             |             |  |  |  |  |  |  |  |  |  |  |  |  |  |  |  |  |  |  |  |  |  |  |  |  |  |  |  |  |  |  |
| 117後桜町天皇 | 117後桜町天皇 | 117後桜町天皇 | 117後桜町天皇 | 117後桜町天皇 | 117後桜町天皇 |  |  | 116桃園天皇   | 116桃園天皇 | 116桃園天皇 | 116桃園天皇 | 116桃園天皇 | 116桃園天皇 |  |  |  |  |  |  |  |  |  |  |  |  |  |  |  |  |  |  |  |  |  |  |  |  |  |  |  |  |  |  |
| 117後桜町天皇 | 117後桜町天皇 | 117後桜町天皇 | 117後桜町天皇 | 117後桜町天皇 | 117後桜町天皇 |  |  | 116桃園天皇   | 116桃園天皇 | 116桃園天皇 | 116桃園天皇 | 116桃園天皇 | 116桃園天皇 |  |  |  |  |  |  |  |  |  |  |  |  |  |  |  |  |  |  |  |  |  |  |  |  |  |  |  |  |  |  |
|               |               |               |               |               |               |  |  | 118後桃園天皇 |             |             |             |             |             |  |  |  |  |  |  |  |  |  |  |  |  |  |  |  |  |  |  |  |  |  |  |  |  |  |  |  |  |  |  |

### 皇族女子からの世数の方が近い例
歴史上、皇族女子からたどった天皇の世数の方が、その配偶者である男系男子より近い、いわゆる「婿入り」のような事例がある。詳細は、それぞれの内部リンク先を併せて参照されたい。
なお皇族女子の配偶者はいずれも男系男子の皇胤であることにも注意が必要である。
第26代継体天皇（5世孫が皇女と婚姻）
第25代武烈天皇には男子がおらず兄弟もいなかったため近江国から来て即位し、武烈天皇の姉である手白香皇女と婚姻した。継体天皇は応神天皇の男系の5世孫（曾孫の孫）とされている。
第49代光仁天皇（皇孫が皇女/皇妹と婚姻）
第38代天智天皇の男系の孫である。壬申の乱の後、天皇の皇統は天武天皇系統に移った。その後第45代聖武天皇の皇女（第46孝謙天皇/48代称徳天皇の皇妹）井上内親王と結婚。しかし度重なる粛清によって天武天皇の嫡流（男系）にあたる皇族がいなくなっており、第48代称徳天皇の祖父のはとこである白壁王が第49代天皇として即位。
第119代光格天皇（皇曽孫が皇女と婚姻）
第113代東山天皇の男系の曾孫。第118代後桃園天皇が崩御したときに皇子がおらず近親にも有力候補がいなかったため、世襲親王家・閑院宮家から選ばれ即位。後桃園天皇のただ一人の皇女欣子内親王と結婚。

### 天皇以外の「女性君主」
神功皇后（第14代仲哀天皇の后）は歴代天皇にこそ加えられなかったが、天皇が在位していない期間を統治していた（皇太后摂政、聖母）ことから、明治前期の宮中祭祀において、歴代天皇と同列に正辰祭が執り行われていた。歴代天皇の正辰祭はその後、春秋の皇霊祭に統合された。なお、神功皇后自身は第9代開化天皇の男系5世孫である。
ほかにも、飯豊皇女や春日山田皇女なども政治を司ったという意味で天皇ではなかったかという考え方もあるが両皇女も同様に男系で皇統に属する皇女である。

## 欧州王室など他国との相違・王朝交代の歴史
欧州など世界各国の多くの皇室（帝室）や王室は、国民や外敵による追放や処刑により、王朝交代が頻繁に変わるなかで、日本の皇室だけが万世一系を維持し、天皇は世界に唯一残る「皇帝（emperor）」となっている。元代々木ゼミナール世界史科講師の宇山卓栄は「世界史の奇跡」と例えている。ちなみに中国大陸や朝鮮半島のような儒教圏での王朝交代は、「天子は天命によって天下を治めているが、天子の徳がなくなると、他の姓の有徳者が天子となり王朝が変わる」という思想から易姓革命と言われ、新王朝が旧王朝を根絶する。ヨーロッパでは、各王室及びそれに準じる貴族が婚姻を繰り返し、密接に血統が結びついているため、王位継承保持者が数千人いたりする。例えば、男系女子・女系男女も皇位継承権がある英国王室(1917年からの現英国王室ウィンザー朝)では皇位継承権利者が5000人もいる。2019年時点の主な英国王の継承者と順位の例として、ノルウェー国王ハーラル5世は第68位、プロイセン王家家長ゲオルク・フリードリヒ・フェルディナントは第170位、スウェーデン国王カール16世グスタフは第192位、デンマーク女王マルグレーテ2世は第221位、ギリシャ王妃アンナ＝マリアは第235位、ギリシャ国王コンスタンティノス2世は第422位、オランダ前女王ベアトリクスは第812位、オランダ国王ウィレム＝アレクサンダーは第813位となっている。イングランド・英国では男系王位継承者が断絶した場合、女系を含む王家の血統に類する人物を君主として招聘することで王朝交代している。イングランド王室(英国王室)は1154年にノルマン朝の男系が断絶したことでイギリス国王ヘンリー2世が初の女系王(プランタジネット朝初代。女系男子)であり、プランタジネット朝へと王朝交代した。ちなみに初の男系女王は短期で追放されマティルダ(ノルマン朝イングランド王ヘンリー1世とスコットランド王マルカム3世の娘との間に生まれた女性）である。上記の初の女系王ヘンリー2世は、初の男系女王マティルダの息子である。

### イングランド・英国の王朝交代の歴史
英国王室の王朝の変遷としては、初代のノルマン王朝(1066-1154)から、プランタジネット王朝(1154-1399)、ランカスター王朝(1399-1461)、ヨーク王朝(1461-1485)、テューダー王朝(1485-1603)、スチュアート王朝(1603-1714)、ハノーヴァー王朝(1714-1917)、ウィンザー王朝(現王室)まで9つの王朝がある。広義のプランタジネット朝の定義(1154-1485年)の場合は6つの王朝、5回の王朝交代の歴史がある。このように英国となった以降からだけでなく、その前身である中世のイングランド王国時代(927年-1707年)から男系断絶で王朝交代が何度も繰り返されている。以下は近世以降の王朝交代の例である。
ステュアート朝（1371年 - 1714年）
テューダー朝の王位継承者が絶えたため、マーガレット・テューダーの曽孫であるジェームズが王位に就いた。
↓
ハノーヴァー朝(1714年 -1901年)
ステュアート朝の王位継承者が絶えた際、宗教問題等から、ステュアート朝の血を受け継ぐ非カトリックの唯一の人物であるハノーファー選帝侯妃ゾフィ―の子孫に限定された（1701年王位継承法）。
↓
ハノーヴァー・ザックス＝コーバーグ朝（ドイツ系であるため、第一次世界大戦中の反ドイツ感情のために、改名しウィンザー朝。1917年-）
ヴィクトリア女王がザクセン＝コーブルク＝ゴータ家のアルバート公子と婚姻し、次代エドワード7世以降複合姓となるも第1次世界大戦の影響で短期間で「ウィンザー」に改名された。
なお、エリザベス2世は、夫フィリップ・マウントバッテンとの複合姓にならないことが婚姻時点で取り決められている。
よく日本でも女王や女系王を認めるべき「引き合い」に出されるイギリスとの比較は日本の国体における皇室を考える上では異質なものであると指摘されている。例えば西尾幹二は『国民の歴史』の中で、「天皇とは血筋と神話がすべて」であると断言し、神武天皇から受け継がれているとされる男系の血筋やその神話が日本の皇室の存立にとっての最重要点であるとしている。

### ポルトガルの王朝交代の歴史
例えば、現在は共和国で元王国のポルトガルでは建国から共和国となるまで3つの王朝がある。1143年から1383年までが、ポルトガルの歴史上最初の王朝であるブルゴーニュ王朝である。ブルゴーニュ王朝の断絶以降、次のような二度の王朝交代があった。
アヴィス王朝(1385年から1580年)
前身のブルゴーニュ王朝(1143年から1383年)から、庶子ジョアン1世が継承
↓
ブラガンサ王朝(1640年から1910年)
男系が産まれなかったことでアヴィス朝が絶え、スペインと同君連合を形成していたが、アヴィス朝傍系で本家とも婚姻を重ねたブラガンサ家からジョアン4世が継承。この王朝は1910年10月5日革命(共和革命)で国王マヌエル2世を廃位され、ポルトガル第一共和政が成立したことで。ポルトガル最後の王朝となった。

## 現代の皇室と「女系天皇」の議論
日本国憲法第3条、第4条には「天皇の国事に関するすべての行為には、内閣の助言と承認を必要とし、内閣が、その責任を負う」「天皇は、この憲法の定める国事に関する行為のみを行い、国政に関する権能を有しない」とあり、天皇の政治発言は事実上認められていない。
皇族（皇族とは皇室に属する天皇・上皇以外の人を指す）が発言することについて規定している法律はないが、憲法第4条の規定は皇族にも及ぶとの解釈が一般であり、皇族自身も戦後は政治へ介入することを極力避けてきた。そのため、天皇や皇族が皇位継承問題についてどのような意見を持っているかは、なかなか明らかになっていない。
（以下、発言当時の身位等によるまとめ）

### 天皇（現上皇）
2005年（平成17年）12月19日、第125代天皇（当時、現：上皇明仁）は、自身の誕生日に際して記者会見を行なった。そこでは記者から「これまで皇室の中で女性が果たしてきた役割を含め、皇室の伝統とその将来」について事前質問があり、上皇は「皇室の中で女性が果たしてきた役割については私は有形無形に大きなものがあったのではないかと思います」と述べたが、「皇室典範との関係で皇室の伝統とその将来」については回答を控えた。
なお、その後に記者からの関連質問が予定されていたが、宮内庁は「時間の都合」を理由に会見を打ち切った。これに対して記者会は22日に抗議文を提出し、宮内庁は「思い違い」で会見を打ち切ってしまったことを謝罪する一幕があった。
このように、上皇と上皇后は皇位継承問題について一切態度を明らかにしていない。これまでに橋本明をはじめとする、上皇のいわゆる「ご学友」たちが、週刊誌上やワイドショーに登場し、「学生時代から開明だった陛下は女性・女系天皇にも賛成しているだろう」とのコメントをしている。
- 武部勤（当時自由民主党幹事長）は、2006年（平成18年）1月17日、全国都道府県議会議長会と自由民主党三役との懇親会で、皇室典範改正法案に関して、「（皇室典範改正は天皇）陛下のご意思だ」「こんなことを国会で議論すること自体、不敬な話なんだ」と発言した。
- 宮内庁総務課報道室は「天皇陛下におかれては、記者会見で、『皇位継承制度は法律に基づく制度の問題で、国会で議論されることであり、発言を控えたい』とお答えになっています」と発表している。
- 記者の質問に対し上皇は「国会の議論に委ねることになる」のあとに、必ず逆接的表現で、「意見を聞いてもらいたい」と付け加えられている。

### 皇后美智子（現上皇后）
2006年（平成18年）10月20日、皇后美智子（当時、現：上皇后）は、72歳の誕生日を迎えた。これに先立って、宮内記者会は「次々代を担う女性皇族にどのような役割や位置付けを期待するか」という質問を寄せたが、皇后は文書による回答で「皇室典範をめぐり、様々に論議が行われている時であり、この問に答えることは、むずかしいことです」と述べ、回答を控えた。

### 皇太子徳仁親王（現今上天皇）
2006年（平成18年）2月21日、皇太子徳仁親王（当時、現：今上天皇）は、46歳の誕生日に際しての記者会見にて、記者からの「皇室典範に関する有識者会議が最終報告書を提出し、女性・女系天皇を容認する方針が示されました。今後の皇室のあるべき姿に関する考えや敬宮愛子様の将来について、父親としてのお気持ちをお聞かせください」という質問に対して、「皇室典範に関する有識者会議が最終報告書を提出したこと、そしてその内容については、私も承知しています。親としていろいろと考えることもありますが、それ以上の発言は控えたいと思います」と述べた。

### 高松宮妃喜久子
高松宮宣仁親王（故人）の妃喜久子は敬宮愛子内親王誕生のおり、女性天皇の即位を「不自然な事ではない」と容認する意見を雑誌『婦人公論』2002年1月22日号に寄稿した。しかし、女系天皇については明言していない。
喜久子妃は2004年（平成16年）12月18日に薨去し、「有識者会議」における本概念の登場は、それ以降のことである。

### 寬仁親王
三笠宮家の嗣子（若宮）だった寬仁親王は、自身が会長を務める福祉団体「柏朋会」の会報で、「プライヴェート」な形式と断った上で「歴史と伝統を平成の御世でいとも簡単に変更して良いのか」と女系天皇への反対姿勢を表明した。
寬仁親王は「万世一系、125代の天子様の皇統が貴重な理由は、神話の時代の初代・神武天皇から連綿として一度の例外も無く、『男系』で続いて来ているという厳然たる事実」といい、「陛下や皇太子様は、御自分達の家系の事ですから御自身で、発言される事はお出来になりません」「国民一人一人が、我が国を形成する『民草』の一員として、2665年の歴史と伝統に対しきちんと意見を持ち発言をして戴かなければ、いつの日か、『天皇』はいらないという議論にまで発展するでしょう」と結んで、女系天皇容認の動きにこれまでの歴史と伝統を尊重しないとする強い懸念を表明した。また、男系継承を維持するための方法として、歴史上実際に取られたことのある以下の4つを挙げている。
1. 皇籍離脱した旧皇族を皇籍に復帰させる。
2. 皇族女子（内親王および女王）に旧皇族の男系男子から養子を取れるようにし、その方に皇位継承資格を与える。
3. 廃絶になった秩父宮や高松宮の祭祀を、伏見宮家の子孫である旧皇族の男系男子が継承し、宮家を再興する。これは、明治時代に現皇室の祖先である光格天皇の実家である閑院宮家が絶えた際、伏見宮家から養子を迎え継承した先例があり、何も問題がなく、最も順当な方法である。
4. 昔のように「側室」を置く。自分（寬仁親王）としては大賛成だが、国内外共に今の世相からは少々難しいかと思う。

また、寬仁親王は皇位継承問題について「三笠宮一族は、同じ考え方であるといえる」と、父・三笠宮崇仁親王と母の百合子妃も歴史と伝統に反する皇室典範改正に反対していることを初めて明らかにした。また、寬仁親王は、崇仁親王が2005年10月、宮内庁の風岡典之次長を呼んで、皇室典範改正に向けた拙速な動きに強く抗議したことを紹介した。また、皇室典範改正は「郵政民営化や財政改革などといった政治問題をはるかに超えた重要な問題だ」と指摘するとともに、自身の発言に対して宮内庁の羽毛田信吾長官らが「正直、困ったな」「皇族の立場を改めて説明する」などと重ねて憂慮を表明していることに関しては、「私がこういうインタビューに応じたり、かなり積極的に発言しているのは国家の未曾有の大事件と思うので、あえて火中の栗を拾いに行っているような嫌いがあります」と述べ、女系天皇容認の動きに対抗する意思を明確にした。

### 彬子女王
寬仁親王の長女、彬子女王は2010年（平成22年）10月25日発売の季刊誌『皇室 Our Imperial Family』第48号（平成22年秋号）インタビューにおいて、「男系継承の伝統を大事にしていかねばならない」という意見を表した。